# Casa de Bruce
La Casa de Bruce es un clan procedente de Kincardine, en Escocia. En el siglo XIV se convirtió en Casa real, con dos de sus miembros como reyes de Escocia. 

## Historia

### Orígenes del Clan
El nombre de Bruce viene del francés "de Brus" o "de Bruis', una tierra que ahora se llama Brix, situada entre Cherburgo y Valognes en Normandía, Francia. El primer miembro de esta familia registrado en Gran Bretaña fue Robert de Brus, un caballero normando que presuntamente llegó a Inglaterra con Guillermo el Conquistador. Después de la victoria de 1066 en la batalla de Hastings sobre el rey Harold, Guillermo envió a Roberto al norte de Inglaterra. Antes del fin del reinado de Guillermo el Conquistador, Bruce era propietario de no menos de 94 señoríos en Yorkshire.Poco después del acceso al trono de David I de Escocia, Roberto visitó al monarca en 1124 y obtuvo de él el señorío de Annandale. Cuando David I de Escocia invadió Inglaterra en 1138, Roberto I fue enviado por el inglés a negociar. Sin embargo fue acusado de ser un traidor y expulsado del campo escocés. Los escoceses fueron derrotados en la batalla del Estandarte, donde el nieto de Roberto [¿quién?] fue hecho prisionero. Roberto falleció el 11 de mayo de 1141 y fue enterrado en el Priorato de Gisborough.

Roberto dejó un hijo del mismo nombre, Roberto II de Bruce (conocido como Roberto le Meschin, o «el Cadete»). 
Continuando la línea sucesoria masculina, el siguiente Roberto III de Bruce contrajo matrimonio con Isabel nic Uilliam de Escocia (c. 1170-1242), hija del rey Guillermo I de Escocia, y murió antes de 1191. Fue sucedido por su hermano Guillermo de Brus (c. 1150-1212) y cuyo heredero fue su hijo Roberto IV  de Bruce (c. 1195-1226), que se casó con Isabel of Huntingdon (c. 1199-1251), hija del Conde de Huntingdon, hermano de Guillermo I.

## Linaje real
Las bases del linaje real Bruce se pusieron en 1219 cuando Roberto de Bruce, 4º Lord (Señor) de Annandale, se casó con Isabel de Huntingdon, hija de David de Escocia, 8º Conde de Huntingdon, y sobrina de Guillermo I. La alianza trajo gran riqueza, más tierras en Inglaterra y Escocia, y la conexión real que de Bruce deseaba. Su hijo, Roberto de Bruce, 5º Lord de Annandale, conocido como "el Competidor" fue tanista al trono. A la muerte de Alejandro III de Escocia tanto Bruce como Juan de Balliol aspiraron a la sucesión. Margarita, nieta de Alejandro y niña aún, fue nombrada heredera, pero murió en 1290 mientras viajaba a Escocia para reclamar el trono. Poco después de la muerte de la joven reina Margarita, y temiendo una guerra civil entre las familias Balliol y Bruce y sus respectivos partidarios, los Guardianes de Escocia solicitaron al vecino rey del sur, Eduardo I de Inglaterra, que arbitrara entre los reclamantes a fin de evitar la guerra. Eduardo vio la oportunidad de conquistar Escocia, como había hecho con Gales, para gobernar sobre toda Gran Bretaña; en 1292 eligió a Balliol, que juró lealtad a la Corona inglesa. No pasó mucho tiempo antes de que Balliol se rebelase contra Eduardo, lo que llevó a su derrota y abdicación en 1296, tras la batalla de Dunbar.

## Ascensión al trono

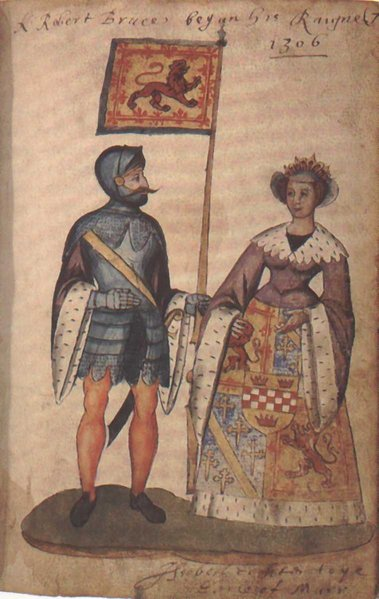
Roberto de Bruce y su segunda esposa, Isabel de Burgh.

Con la abdicación de Juan de Balliol, Escocia quedó sin monarca. Roberto de Bruce juró lealtad a Eduardo en Berwick-upon-Tweed, para incumplir este juramento cuando se incorporó a la rebelión escocesa el año siguiente. En el verano de 1297 volvió con Eduardo y de nuevo juró lealtad en lo que se conoce como la capitulación de Irvine. Bruce parece estar de parte de los escoceses durante la batalla del Puente de Stirling, pero cuando Eduardo regresó victorioso a Inglaterra después de la batalla de Falkirk en 1298, las tierras de Bruce tierras de Annandale y Carrick fueron exentas de los señoríos que Eduardo asignaba a sus seguidores. Al parecer el Señor de Bruce fue visto como un hombre cuya lealtad todavía podía ser ganada. 
Bruce y Juan de Comyn (un rival para el trono) sucedieron a William Wallace como Guardianes de Escocia, pero su rivalidad ponía en peligro la estabilidad del país. Se organizó una reunión en la iglesia franciscana de Dumfries, terreno neutral. Bruce apuñaló a Comyn, y como resultado fue excomulgado por el Papa Clemente V. Roberto de Bruce fue coronado con el nombre de Roberto I en Scone, Perthshire, en 1306. Roberto condujo a los escoceses a la batalla de Bannockburn, donde derrotó a los ingleses.
El hijo de Roberto, David II de Escocia, se convirtió en rey a la muerte de su padre en 1329. En 1346, cumpliendo los tratados de la Alianza Antigua, David marchó sobre Inglaterra en defensa de los intereses de Francia, pero fue derrotado y encarcelado batalla de Neville's Cross el 17 de octubre de ese año, y estuvo preso en Inglaterra durante once años. Murió en el castillo de Edimburgo en 1371 sin heredero. La línea de sucesión pasó a la Casa de Estuardo.

## Descendientes conocidos de Roberto de Bruce
- Sir Eduardo de Bruce era comendador de la Abadía de Kinloss, y fue nombrado juez en 1597. Fue elegido miembro de la Cámara de los Lores con el título de Lord Kinloss en 1602. Acompañó a Jacobo VI para reclamar su trono en 1603 y posteriormente fue nombrado para ocupar cargos judiciales ingleses, como Master of the Rolls. En 1608 se le concedió una baronía como Lord Bruce de Kinloss. Su hijo menor, Tomás, 3ª Lord Kinloss, fue nombrado primer Conde de Elgin en 1633. Cuando el cuarto conde murió sin heredero, el título pasó a los descendientes de Sir George Bruce de Carnock, que ya tenía el título de Conde de Kincardine, por lo que en 1747 se unieron ambos condados.

- Thomas Bruce, 7º Conde de Elgin, fue un diplomático y embajador en el Imperio otomano entre 1799 y 1803. Es tristemente famoso por el expolio de las esculturas de mármol del Partenón de Atenas, ahora comúnmente conocidas como Mármoles de Elgin. Su hijo James, fue Gobernador General de Canadá y Gobernador General y Virrey de la India.

El actual cabeza de familia, Andrew Bruce, 11º Conde de Elgin y 15º Conde de Kincardine, es una figura destacada en los asuntos de Escocia y coordinador del Consejo permanente de Jefes de Escocia.

## Ramas familiares
Algunas de las más importantes ramas de la Casa de Bruce mantienen sus títulos; Conde de Elgin, Conde de Brix y Conde de Kincardine. Otros Bruce han sido Barones de Stenhouse y de Downhill.
Otras que participaron en la última insurrección jacobita (1746) fueron despojadas de tierras y títulos.

## Castillos
Castillos que han pertenecido a la Casa de Bruce: 
- Fyvie Castle
- Castillo de Airth
- Muness Castle
- Thomaston Castle
- Culross Palace
- Clackmannan Tower
- Fingask Castle
- Casa Kinross
- Lochleven Castle
- Lochmaben Castle
- Turnberry Castle

## Apellidos de los descendientes
Airth, Barchill, Bruwes, Bruss, Bruces, Bruc, Bruys, Brues, Bruce, Bruice, Bruis, Bruze, Broce, Brois, Broiss, Brose, Broise, Brouss, Brus, Bruse, Carlysle, Carruthers, Crosbie, De Brix, Randolph, Stenhouse.